# Jelena Iwanowna Rusina
Jelena Iwanowna Rusina (russisch Елена Ивановна Рузина, engl. Transkription Yelena Ruzina; * 3. April 1964 in Woronesch) ist eine ehemalige russische Sprinterin, die sich auf den 400-Meter-Lauf spezialisiert hatte und international vor allem als Staffelläuferin erfolgreich war.

## Leben
Ihre erste internationale Medaille gewann sie, für die Sowjetunion startend, bei den Europameisterschaften 1990 in Split. In der 4-mal-400-Meter-Staffel belegte sie gemeinsam mit Jelena Winogradowa, Ljudmyla Dschyhalowa und Tazzjana Ljadouskaja in 3:23,24 min den zweiten Platz hinter der DDR und vor der britischen Mannschaft.
Den Höhepunkt ihrer Karriere erlebte Rusina zwei Jahre später bei den Olympischen Spielen in Barcelona. In der 4-mal-400-Meter-Staffel sicherte sich die Staffel des Vereinten Teams der GUS um Rusina, Ljudmyla Dschyhalowa, Olga Nasarowa und Olha Wladykina-Bryshina sicherte sich in 3:20,20 min die Goldmedaille vor den Mannschaften der USA und Großbritanniens. Außerdem startete Rusina in Barcelona auch im 400-Meter-Lauf und erreichte die Halbfinalrunde.
Bei den Weltmeisterschaften 1993 in Stuttgart feierte sie einen weiteren Medaillengewinn in der Staffel. Die russische Mannschaft in der Besetzung Rusina, Tatjana Alexejewa, Margarita Chromowa-Ponomarjowa und Irina Priwalowa musste sich in 3:18,38 min nur der US-amerikanischen Staffel geschlagen geben. Im 400-Meter-Lauf verpasste Rusina als Fünfte ihres Halbfinallaufs den Finaleinzug nur knapp.
1995 errang sie bei den Hallenweltmeisterschaften in Barcelona den Titel in der 4-mal-400-Meter-Staffel. Zusammen mit Tatjana Tschebykina, Jekaterina Kulikowa und Swetlana Gontscharenko verwies sie in 3:29,29 min die tschechische und die US-amerikanische Mannschaft auf die Plätze.
Jelena Rusina ist 1,73 m groß und wog in ihrer aktiven Zeit 58 kg.

## Persönliche Bestleistungen
- 200 m: 22,73 s, 19. Mai 1988, Sotschi
  - Halle: 23,25 s, 6. März 1993, Karlsruhe
- 400 m: 50,65 s, 6. Juli 1990, Kiew
  - Halle: 52,06 s, 13. Februar 1993, Liévin